# Licneremaeus prodigiosus
Licneremaeus prodigiosus är en kvalsterart som beskrevs av Schuster 1958. Licneremaeus prodigiosus ingår i släktet Licneremaeus och familjen Licneremaeidae. Inga underarter finns listade i Catalogue of Life.